# Queen + Adam Lambert 2016 European Tour
Queen + Adam Lambert 2016 European Tour – piąta trasa koncertowa Queen + Adam Lambert, która odbyła się na przełomie wiosny i lata 2016 w Europie. Obejmowała piętnaście koncertów.

## Program koncertów
1. „Flash’s Theme”
2. „The Hero”
3. „One Vision”
4. „Hammer To Fall”
5. „Seven Seas of Rhye”
6. „Stone Cold Crazy”
7. „Another One Bites The Dust”
8. „Fat Bottomed Girls”
9. „Play the Game”
10. „Killer Queen”
11. „Don’t Stop Me Now”
12. „Somebody To Love”
13. „Love Of My Life”
14. „A Kind Of Magic”
15. „Under Pressure”
16. „Crazy Little Thing Called Love”
17. „I Want To Break Free”
18. „I Want It All”
19. „Who Wants To Live Forever”
20. „Last Horizon”
21. Guitar Solo
22. „Tie Your Mother Down”
23. „Bohemian Rhapsody”
24. „Radio Gaga”
25. „We Will Rock You”
26. „We Are The Champions”
27. „God Save The Queen”

Na koncertach od Lizbony do Helsinek zespół dodatkowo grał „These Are The Days Of Our Lives”; w samej Lizbonie zagrali po „Tie Your Mother Down” i „Show Must Go On”. Podczas solo gitarowego Brian wplatał w nie fragmenty tradycyjnych melodii danych krajów: „Barcelona” Freddiego Mercury i Montserrat Caballé w Barcelonie, „Eine Kleine Nachtmusik” Mozarta w Linzu, „Hubava si moya goro” w Sofii, „O Sole Mio” w Padwie itd.

## Lista koncertów
1. 20 maja 2016 – Lizbona, Portugalia – Bela Vista Park (Rock in Rio Lisboa)
2. 22 maja 2016 – Barcelona, Hiszpania – Palau Sant Jordi
3. 25 maja 2016 – Linz, Austria – Linzer Stadion (Steel City Festival)
4. 27 maja 2016 – Kolonia, Niemcy – RheinEnergieStadion
5. 29 maja 2016 – Jelling, Dania – Jelling Festival Grounds
6. 3 czerwca 2016 – Helsinki, Finlandia – Kaisaniemi Park
7. 5 czerwca 2016 – Tallinn, Estonia – Tallin Song Festival Grounds
8. 9 czerwca 2016 – Sölvesborg, Szwecja – Sölvesborg Norje (Sweden Rock Festival)
9. 12 czerwca 2016 – Isle of Wight, Anglia – Seaclose Park (Isle of Wight Festival)
10. 15 czerwca 2016 – Bruksela, Belgia – Palais 12
11. 17 czerwca 2016 – Zurych, Szwajcaria – Autobahnkreisel (Rock the Ring Festival)
12. 19 czerwca 2016 – Oświęcim, Polska – Stadion MOSiR (Life Festival Oświęcim)
13. 21 czerwca 2016 – Bukareszt, Rumunia – Plac Konstytucji
14. 23 czerwca 2016 – Sofia, Bułgaria – Georgi Asparuhov Stadium
15. 25 czerwca 2016 – Piazzola sul Brenta, Włochy – Anfiteatro Camerini